# 住友ケミカルエンジニアリングセンタービル
住友ケミカルエンジニアリングセンタービル（すみともけみかるえんじにありんぐせんたーびる）は、千葉県千葉市美浜区の幕張新都心にある超高層ビル。複数のテナントが入居し、テレビドラマを中心に数多くのロケーション撮影が行われているビルでもある。

## 概要
幕張新都心業務研究地区の最も真ん中に位置し、東京湾岸道路（専用部：東関東自動車道、一般部：国道357号）沿いに面している。英称 (Sumitomo Chemical Engineering Center Building) の頭文字からSCECビルとも表記される。
- 所在地：〒261-0023 千葉県千葉市美浜区中瀬一丁目7番地1
- 階数：地上26階・地下2階、塔屋1階
- 高さ：最高部139.74メートル
- 敷地面積：1万2200.01平方メートル
- 建築面積：6172.61平方メートル
- 延床面積：5万6836.62平方メートル
- 基準階天井高：2600ミリメートル
- 竣工：1993年（平成5年）2月
- 建築主：住友ケミカルエンジニアリング株式会社
- 設計：株式会社日建設計
- 施工：鹿島建設株式会社、株式会社大林組、住友建設株式会社、佐藤工業株式会社
- 構造：鉄骨鉄筋コンクリート構造（一部鉄骨構造）
- 耐震区分：新耐震
- 駐車場：機械式126台、自走式127台

## エレベーター
エレベーターはシースルー乗用が三菱電機製、非常用・駐車場用はオーチス製となっている。2013年（平成25年）頃に高層階用エレベーターが更新済み、2021年（令和3年）頃に低層階用エレベーターが更新済み。
- 低層階用（No.1-5号機）

1 - 14 ※一般乗用は左側の1-2号機で1-3,5,14階のみ停車。右側の3-5号機は住友生命専用のエレベーターとなる。車椅子操作盤は1号機。
- 高層階用（No.6-10号機）

1 - 4・14 - 26 ※車椅子操作盤は6号機。
- 非常用（No.11-12号機）

B2・B1・1 - 26 ※12号機のみ屋上階(PH階)にも行ける。
- 駐車場用（No.13-14号機）

B1・1 - 4 ※13号機は低層階側、14号機は高層階側に位置する。

## 入居企業
- 株式会社エフ．エイ．二四：26階
- 積水ハウス株式会社シャーメゾンステーション千葉：25階
- オフプライス楽器サイト株式会社本社：24階
- 株式会社生活サポートクラブ：24階
- ホットラインミュージック株式会社：24階
- ニプロ株式会社関東東支店：23階
- 株式会社シミズサービス千葉：23階
- JFEプラントテクノロジー株式会社：20階
- 株式会社日本テクノス千葉営業所：18階
- 東洋インフォネット株式会社幕張営業所：18階
- 株式会社ライフコミュニケーション千葉本社：17階
- 株式会社シー・ヴイ・エス・ベイエリア本社：16階
- IES全米大学連盟東京留学センター：3階
- ヤマト運輸中瀬センター：1階
- 株式会社IACEトラベル千葉幕張支店：1階

## 主なロケーション撮影
太字はほぼ全編にわたって登場する作品
- お金がない!（フジテレビ系列、1994年7月6日 - 1994年9月21日）：ユニバーサル・インシュアランス
- Age,35 恋しくて（フジテレビ系列、1996年4月18日 - 1996年6月27日）
- ショムニ（フジテレビ系列、1998年4月15日 - 1998年7月1日）：満帆商事株式会社
- ショムニ2（フジテレビ系列、2000年4月12日 - 2000年6月28日）：満帆商事株式会社
- HERO（フジテレビ系列、2001年1月8日 - 2001年3月19日）第1話：海王建設
- ショムニFINAL（フジテレビ系列、2002年7月3日 - 2002年9月18日）：満帆商事株式会社／George & Smith 満帆カンパニー
- めだか（フジテレビ系列、2004年10月5日 - 2004年12月14日）最終第11話
- 仮面ライダーカブト（テレビ朝日系列、2006年1月29日 - 2007年1月21日）第7話
- 特命!刑事どん亀（TBS系列、2006年4月10日 - 2006年7月17日）第5話：スマッシュ本社ビル
- セーラー服と機関銃（TBS系列、2006年10月13日 - 2006年11月24日）：浜口組
- ハチミツとクローバー（フジテレビ系列、2008年1月8日 - 2008年3月18日）第6話
- トミカヒーロー レスキューフォース（テレビ東京系列、2008年4月5日 - 2009年3月28日）第3話
- おせん（日本テレビ系列、2008年4月22日 - 2008年6月24日）第4話
- 7人の女弁護士（テレビ朝日系列、2008年4月10日 - 2008年6月19日）第6話：グローバル物産
- 相棒season7（テレビ朝日系列、2008年10月22日 - 2009年3月18日）第18話：YAWATAビル
- ラブシャッフル（TBS系列、2009年1月16日 - 2009年3月20日）：ワールドエレクトロン（外観のみ）
- 仮面ライダーディケイド（テレビ朝日系列、2009年1月25日 - 2009年8月30日）第4・5話
- コンカツ・リカツ（NHK、2009年4月3日 - 2009年5月22日）
- ザ・クイズショウ（日本テレビ系列、2009年4月18日 - 2009年6月20日）：銀河テレビ
- MR.BRAIN（TBS系列、2009年5月23日 - 2009年7月11日）第7話：友井ケミカルビル
- 天装戦隊ゴセイジャー（テレビ朝日系列、2010年2月14日 - 2011年2月6日）第6話
- 相棒season12（テレビ朝日系列、2013年10月16日 - 2014年3月19日）第5話：四菱商事株式会社
- 死神くん（テレビ朝日系列、2014年4月18日 - 2014年6月20日）：簑島食品ビル
- 刑事7人（第1シリーズ）（テレビ朝日系列、2015年7月15日 - 9月9日）第4話：木戸ホールディングス本社ビル

## アクセス

### 公共交通機関
- JR東日本 海浜幕張駅 徒歩約11分

### 自動車
- 最寄りのインターチェンジ
  - 東関東自動車道 湾岸千葉インターチェンジ